# 1999 في اليابان
فيما يلي قوائم الأحداث التي وقعت خلال عام 1999 في اليابان.

## سياسة

### تعيين في المنصب
- 23 أبريل – إيشيهارا شنتارو محافظ طوكيو.
- 5 أكتوبر – هيروفومي ناكاسوني وزير التعليم  [لغات أخرى]‏.

### انتهاء فترة المنصب
- 5 أكتوبر – اكيتو اريما وزير التعليم  [لغات أخرى]‏.

## رياضة
- 31 أكتوبر – جائزة اليابان الكبرى 1999 الفائز ميكا هاكينن.

## ظهور
- 1 يناير – إيكيمونو غاكاري
- 1 يناير – ماغازين زي الشهرية

## أفلام
من الأفلام التي صدرت هذه السنة في اليابان:
- 1 يناير – الخاتم 2 من إخراج هيديو ناكاتا.
- 1 يناير – المحقق كونان: ساحر القرن الأخير من إخراج كينجي كوداما.
- 1 يناير – بعد المطر من إخراج تاكاشي كويزومي.
- 20 مايو – صيف كيكوجرو من إخراج تاكيشي كيتانو.

## برامج ومسلسلات وأنمي
- أبطال الديجيتال
- السيف القاطع

## كتب
من الكتب التي صدرت هذه السنة في اليابان:
- 1 يناير – أوجاماجو دوريمي من تأليف تاكاشي يامادا  [لغات أخرى]‏.

## مواليد

### يناير
- 10 يناير – ميتسكي سايتو لاعب كرة قدم ياباني.
- 15 يناير – سو موجي لاعب كرة قدم ياباني.
- 23 يناير – دايتشي ماتسوكا لاعب كرة قدم ياباني.
- 28 يناير – هيروكي أبه لاعب كرة قدم ياباني.
- 30 يناير – يوسوكي هانيا لاعب كرة قدم ياباني.

### فبراير
- 5 فبراير – تووا ياماني لاعب كرة قدم ياباني.
- 7 فبراير – تاماكي ماتسوموتو
- 11 فبراير – كيوسوكي تاغاوا لاعب كرة قدم ياباني.
- 15 فبراير – ريوتا إيشيكاوا لاعب كرة قدم ياباني.
- 26 فبراير – هيروكازو إيشيهارا لاعب كرة قدم ياباني.

### أبريل
- 3 أبريل – كاتسكي أوميزو لاعب كرة قدم ياباني.
- 17 أبريل – هيروهيدي أداتشي لاعب كرة قدم ياباني.
- 18 أبريل – موتوهيكو ناكاجيما لاعب كرة قدم ياباني.
- 23 أبريل – سومير موروهوشي
- 27 أبريل – كان كوباياشي لاعب كرة قدم ياباني.
- 27 أبريل – كوكي هاسيكوا لاعب كرة قدم ياباني.
- 28 أبريل – سيا نيوزاكي لاعب كرة قدم ياباني.

### مايو
- 5 مايو – تايتشي هارا لاعب كرة قدم ياباني.
- 7 مايو – جون كوباياشي لاعب كرة قدم ياباني.
- 7 مايو – شو ساكاقوتشي لاعب كرة قدم ياباني.
- 7 مايو – كيوهي أويدا لاعب كرة قدم ياباني.
- 17 مايو – دايكي هاشيأوكا لاعب كرة قدم ياباني.
- 19 مايو – جين هيراتسوكا لاعب كرة قدم ياباني.
- 20 مايو – كييتا إروماكاوا لاعب كرة قدم ياباني.
- 26 مايو – توريي كامارا لاعب كرة قدم ياباني.
- 26 مايو – رين فجيمرا لاعب كرة قدم ياباني.

### يونيو
- 4 يونيو – توشياكي مياموتو لاعب كرة قدم ياباني.
- 27 يونيو – هيروكي أوكو لاعب كرة قدم ياباني.

### يوليو
- 10 يوليو – كوتا يامادا لاعب كرة قدم ياباني.
- 10 يوليو – يوسوكي كيشيدا لاعب كرة قدم ياباني.
- 13 يوليو – ماو كوباياشي لاعب كرة قدم ياباني.
- 22 يوليو – رين شيبموتو لاعب كرة قدم ياباني.

### أغسطس
- 1 أغسطس – دايغا ناكاجيما لاعب كرة قدم ياباني.
- 6 أغسطس – كازونا تاكاسا لاعب كرة قدم ياباني.
- 10 أغسطس – أكي أريميتسو لاعب كرة قدم ياباني.
- 15 أغسطس – ريو سايتو لاعب كرة قدم ياباني.
- 23 أغسطس – ريو ياماشيتا لاعب كرة قدم ياباني.
- 29 أغسطس – يوتا تاكي لاعب كرة قدم ياباني.

### سبتمبر
- 11 سبتمبر – شوتا أراكي لاعب كرة قدم ياباني.
- 14 سبتمبر – تاكتو يوشيناغا
- 15 سبتمبر – دايجو فوروكاوا لاعب كرة قدم ياباني.
- 16 سبتمبر – شوتو أوكيناوا لاعب كرة قدم ياباني.
- 19 سبتمبر – ماناتو شينادا لاعب كرة قدم ياباني.

### أكتوبر
- 9 أكتوبر – كانتا أوسوي لاعب كرة قدم ياباني.
- 23 أكتوبر – هارتو شيراي لاعب كرة قدم ياباني.
- 27 أكتوبر – هاروكا كودو مغنية يابانية.

### نوفمبر
- 20 نوفمبر – كينتو أوميكي لاعب كرة قدم ياباني.

## وفيات

### يناير
- 3 يناير – غورو ياماغوتشي (مواليد 1933) موسيقي ياباني.
- 4 يناير – كيشوماري أيوشيبا (مواليد 1921)

### سبتمبر
- 22 سبتمبر – تومو كوداكا (مواليد 1963) لاعب كرة قدم ياباني.

### أكتوبر
- 3 أكتوبر – أكيو موريتا (مواليد 1921)

### ديسمبر
- 9 ديسمبر – غوستاف ريختر (مواليد 1911) فيزيائي ألماني.